# Danny Wattin

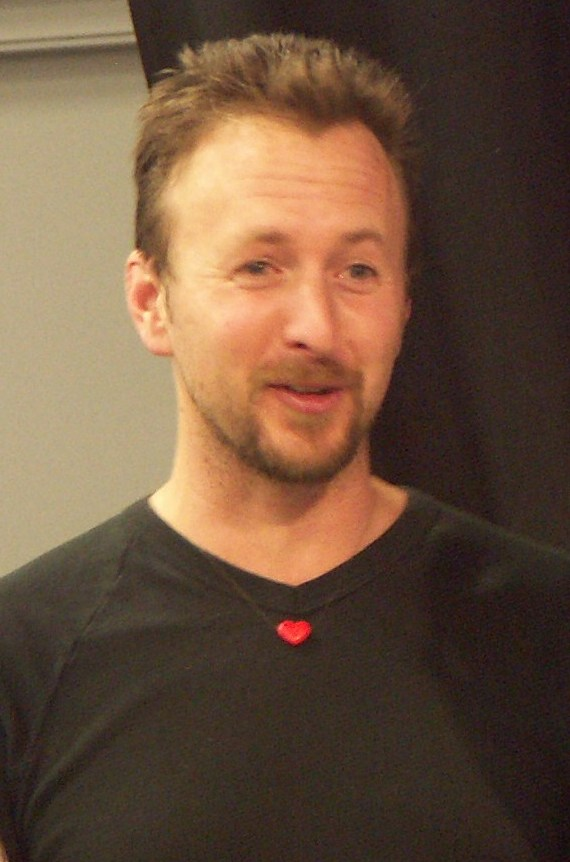
Danny Wattin 2009

Danny Wattin, född 1973, är en svensk författare. Debutboken Stockholmssägner är en samling berättelser, delvis sammanlänkade, med en absurd syn på det moderna sättet att leva. Romanen Vi ses i öknen är en kombination av samtidssatir och en absurd historia på gränsen mellan fantasi och verklighet. Boken Ursäkta, men din själ dog nyss är en framtidshistoria, som cirkulerar kring pojken Benjamin Bonkenstein. I denna värld är utseende allt, människor av högre klass föder inte längre sina egna barn. Boken är en komisk samhällssatir som reflekterar över dagens tvångsföreställning över det perfekta utseende. 